# Isha Koppikar
Isha Koppikar (Bombay, 19 september 1976) is een Indiaas actrice die voornamelijk in Hindi films speelt.

## Biografie
Koppikar deed tijdens haar studie mee aan een fotoshoot voor een van de bekendste fotografen in India, Gautam Rajadhyaksha. Dat leidde tot werk in de modellenwereld, ze deed campagnes voor onder andere L'Oréal, Coca-Cola en Rexona. Ook nam ze deel aan de Miss India-verkiezing in 1995. Het modellenwerk opende voor haar de deuren naar de filmindustrie. Zij maakte haar debuut in 1998 in de Telugufilm Chandralekha. In 2000 maakte ze haar Bollywooddebuut met een bijrol in Fiza. In 2001 kreeg ze een van de hoofdrollen in Pyaar Ishq Aur Mohabbat.

## Filmografie
| Jaar | Titel                            | Rol                        | Taal    | Opmerking                   |
| ---- | -------------------------------- | -------------------------- | ------- | --------------------------- |
| 1998 | Chandralekha                     | Lekha                      | Telugu  |                             |
| 1998 | Kaadhal Kavithai                 | Jothi                      | Tamil   |                             |
| 1999 | En Swasa Kaatre                  | Madhu                      | Tamil   |                             |
| 1999 | Nenjinile                        | Nisha                      | Tamil   |                             |
| 1999 | Jodi                             | haarzelf                   | Tamil   | gastoptreden                |
| 2000 | Surya Vamsha                     | Padma                      | Kannada |                             |
| 2000 | Hoo Anthiya Uhoo Anthiya         |                            | Kannada |                             |
| 2000 | O Nanna Nalle                    | Rangu                      | Kannada |                             |
| 2000 | Fiza                             | Gitanjali                  | Hindi   |                             |
| 2001 | Prematho Raa                     | Swetha                     | Telugu  |                             |
| 2001 | Narasimha                        | Vaanmathi                  | Tamil   |                             |
| 2001 | Rahul                            |                            | Hindi   | gastoptreden                |
| 2001 | Pyaar Ishq Aur Mohabbat          | Rubaina Alam               | Hindi   |                             |
| 2001 | Aamdani Atthanni Kharcha Rupaiya | Anjali                     | Hindi   |                             |
| 2002 | Company                          |                            | Hindi   | nummer "Khallas"            |
| 2002 | Kaante                           |                            | Hindi   | in nummer "Ishq Samundar"   |
| 2003 | Pinjar                           | Rajjo                      | Hindi   |                             |
| 2003 | Dil Ka Rishta                    | Anita                      | Hindi   |                             |
| 2003 | Qayamat: City Under Threat       | Laila                      | Hindi   |                             |
| 2003 | Darna Mana Hai                   | Abhilasha                  | Hindi   |                             |
| 2003 | LOC Kargil                       | Santho                     | Hindi   |                             |
| 2004 | Rudraksh                         | Lali                       | Hindi   |                             |
| 2004 | Krishna Cottage                  | Disha                      | Hindi   |                             |
| 2004 | Hum Tum                          | Diana Fernandez            | Hindi   | gastoptreden                |
| 2004 | Girlfriend                       | Tanya                      | Hindi   |                             |
| 2004 | Ek Se Badhkar Ek                 | Tracy/ Shalini Mathur      | Hindi   |                             |
| 2004 | Inteqam: The Perfect Game        | Avantika Suryavansh/ Pinky | Hindi   |                             |
| 2005 | Kyaa Kool Hai Hum                | Urmila Martodkar           | Hindi   |                             |
| 2005 | D                                | Gunjan                     | Hindi   |                             |
| 2005 | Maine Pyaar Kyun Kiya?           | Nishika                    | Hindi   |                             |
| 2006 | Darna Zaroori Hai                |                            | Hindi   | in Darna Mana Hai terugblik |
| 2006 | 36 China Town                    | Sonia Chang                | Hindi   |                             |
| 2006 | Don                              | Anita                      | Hindi   |                             |
| 2006 | Haseena                          | Haseena                    | Hindi   |                             |
| 2007 | Salaam-e-Ishq: A Tribute to Love | Phoolwati                  | Hindi   |                             |
| 2007 | Darling                          | Ashwini                    | Hindi   |                             |
| 2008 | Hello                            | Esha                       | Hindi   |                             |
| 2008 | Ek Vivaah... Aisa Bhi            | Chandini Shrivastava       | Hindi   |                             |
| 2008 | Rab Ne Bana Di Jodi              | Danslerares                | Hindi   | gastoptreden                |
| 2010 | Right Yaaa Wrong                 | Anshita                    | Hindi   |                             |
| 2010 | Hello Darling                    | Satvati Chaudary           | Hindi   |                             |
| 2011 | Shabri                           | Shabri                     | Hindi   |                             |
| 2013 | Maat                             |                            | Marathi |                             |
| 2017 | Keshava                          | Sharmila Mishra            | Telugu  |                             |
| 2017 | FU: Friendship Unlimited         | Sheena Mam                 | Marathi |                             |
| 2018 | Looty                            | agent Bhavani              | Kannada |                             |
| 2019 | Kavacha                          | Gowri                      | Kannada |                             |
| 2022 | Love You Loktantra               | Gulabi Didi                | Hindi   |                             |
| 2023 | Ayalaan                          | Eliza                      | Tamil   |                             |

### Webseries
| Jaar | Serie           | Rol            | Platform          |
| ---- | --------------- | -------------- | ----------------- |
| 2018 | White Matter    | Neha Kumar     | Disney+ Hotstar   |
| 2019 | Lovely Da Dhaba | Lovely         | Gemplex           |
| 2019 | Fixerr          | Jayanti Jaydev | ALTBalaji en ZEE5 |
| 2022 | Dhahanam        | Anjana Sinha   | MX player         |
| 2022 | Suranga         | Dakshyani      | Atrangi           |

## Trivia
- Ze heeft een zwarte band in Taekwondo.
- Op advies van een numeroloog veranderde ze twee keer haar naam, eerst Ishaa Koppikar later naar Eesha Koppikhar, en veranderde het toen weer terug naar de originele spelling.[1]